# 野呂山遊園地
野呂山遊園地（のろやまゆうえんち）は、広島県呉市にかつて存在した遊園地である。正式名称は野呂牧場遊園地（のろぼくじょうゆうえんち）。ロータリー交差点北側約800mの場所に存在した。

## 概要
野呂山の開拓地に約10万平方メートルの規模をもって1968年4月にオープン。当時はジェットコースター、観覧車、長い滑り台やスケートリンクなどがあった。同じ時期に開業した近隣の野呂山スピードパークがオイルショックの影響で営業を終えた時期に合わせるように、この遊園地も1974年に閉鎖されたが、野呂山観光遊園と名称を変えてしばらくの間、存続した。